# Biopsicoética
Biopsicoética é um processo de "construção do eu/ser/ser mundo" que busca, na práxis e no modus vivendi do contexto escolar, a verdade e a realidade social do ensino-aprendizagem. Para isso, propõe atitudes críticas, criativas, harmônicas, capazes de levar cada disciplina específica na diversidade curricular a aprender e apreender para a vida. Encontrar respostas passa pela necessidade de inter-relacionamento humano, porque o conhecimento é obra coletiva que só encontra sua razão de ser no que contribui para a continuidade da história, para além de toda e qualquer  precariedade humana. Ler implica uma reflexão de leitura e escrita de mundo e a inserção social de uma identidade que se reafirma no seio social.